# 稲次重知
稲次 重知（いなつぎ しげとも）は、安土桃山時代から江戸時代前期にかけての武将。久留米藩家老。稲次壱岐・稲次右近の名で知られる。

## 生涯
永禄2年（1559年）、丹波国稲次城主・荻野左近の三男として誕生。天正6年（1578年）、三木合戦において別所長治の配下として籠城する。天正8年（1580年）、長治の切腹後豊臣秀吉に許され秀吉の命により渡瀬繁詮の家臣となる。小牧・長久手の戦い、四国攻め等で軍功を挙げる。繁詮が遠江国横須賀城主となると1500石を与えられ家老に任ぜられる。
文禄4年（1595年）、繁詮が秀次事件に連座し改易されるとその義弟に当たる有馬豊氏の家臣となる。慶長5年（1600年）、関ヶ原の戦いにおいて石田三成の家臣・横山監物を討ち取り徳川家康に賞賛される。同年12月、豊氏が丹波福知山8万石に加増・転封されると知行3000石に加増され福知山城代・三田城代に任ぜられる。慶長19年（1614年）、大坂の陣に出陣する。
元和6年（1620年）12月8日、豊氏が筑後国久留米21万石に加増・転封されると知行5000石に加増されその治政を補佐する。寛永14年（1637年）、島原の乱においても高齢ながら出陣し幕府軍首脳陣の松平信綱等に戦法を進言する。寛永15年（1638年）、乱の最中に戦死する。